# Alpski štavelj
Alpski štavelj (lat. Rumex alpinus L.) je vrsta roda Rumex L.

## Opšte karalterstike
Alpski štavelj je višegodišnja zeljasta biljka, visoka do 2 m. Nadzemni izdanak je duboko brazdast, ljubičasto-zelen ili smeđe-zelen, fino maljav samo kad je mlad, uspravan i razgranat, a rizom je moćan i granat, puzeći. Ohree su velike, trubičaste. Lisne drške donjih listova su užljebljene, a liske donjih listova su jajasto kopljaste, sa duboko srcastom osnovom, dok su gornji listovi suženi u dršku. Cvetovi su uglavnom dvopolni. Samo najdonji su ženski. Cvetni omotač je zelenkast. Valve su krupne, oko 5 mm duge, srcaste ili jajaste, ljubičaste ili crvenkaste, kožaste, s mrežastom nervaturom i bez bradavica. Orašica je duga oko 3 mm, sjajna, otvoreno smeđa. Cvast je bogato granata metlica. Cveta od juna do avgusta.

## Stanište i rasprostranjenje
Alpski štavelj naseljava mesta gde se zadržava stoka, oko torišta i pastirskih koliba u pretplaninskom pojasu, u Evropi i Aziji. Vrlo često gradi monodominantne zajednice, na visokonitrifikovanim staništima. 

## Spoljašnje veze
- The Euro+Med PlantBase - the information resource for Euro-Mediterranean plant diversity
- Tropicos
- Biolib: Rumex alpinus
- Catalogue of Life: Rumex alpinus Архивирано на веб-сајту  (8. август 2016)
- Pfaf.org−Plants for a Future: Rumex alpinus